# Подводные лодки типа «Сауро»
Подводные лодки типа «Сауро» (англ. Classe Nazario Sauro) — тип дизельных подводных лодок итальянского флота. Строились в 1974−1993 годах для замены лодок типа «Энрико Тоти». Все лодки были построены на верфи Fincantieri в Монфальконе. Имеются три группы, несколько отличающиеся ТТХ. Строились четырьмя сериями:

## Представители

### Группа I
- S518 Nazario Sauro — закончена постройкой в 1980 — выведена из боевого состава (названа в честь Назарио Сауро),
- S519-Carlo Fecia di Cossato — достроена в 1980 — выведена — названа в честь итальянского командира подводной лодки времен Второй мировой войны, Карло Фечиа ди Коссато[1]
- S520 Leonardo Da Vinci — достроена в 1982 — учебная до 10 июня 2010, списана (в честь Леонардо да Винчи)
- S521 Guglielmo Marconi — достроена в 1982 — выведена (в честь Гульельмо Маркони)

### Группа II
(также называется тип «Сальваторе Пелози»), или третья серия типа Sauro, с модернизированными системами боевого управления:
- S522 Salvatore Pelosi — достроена в 1988 — в строю — названа в честь итальянского командира подводной лодки Второй мировой войны и героя
- S523 Giuliano Prini — достроена в 1989 — в строю — названа в честь итальянского командира подводной лодки Второй мировой войны и героя

### Группа III
(также тип «Примо Лонгобардо»), четвертая, модернизированная серия типа Sauro :
- S524 Primo Longobardo — достроена в 1993 году — в строю — названа в честь итальянского командира подводной лодки Второй мировой войны и героя
- S525 Gianfranco Gazzana Priaroggia — достроена в 1993 году — в строю — названа в честь итальянского командира подводной лодки Второй мировой войны и героя Джанфранко Гаццаны Приароджи